# La Forêt-Fouesnant
La Forêt-Fouesnant (tiếng Breton: Ar Forest-Fouenant) là một xã của tỉnh Finistère, thuộc vùng Bretagne, miền tây bắc Pháp.

## Dân số
Người dân ở La Forêt-Fouesnant được gọi là Forestois.